# أديل ووكر
أديل ووكر (بالإنجليزية: Adele Walker)‏ هي متسابقة بياثل بريطانية، ولدت في 10 أغسطس 1976 في وايتهفن ‏ في المملكة المتحدة.

## وصلات خارجية
- أديل ووكر على موقع IBU (الإنجليزية)